# Girella feliciana
Girella feliciana är en fiskart som beskrevs av Clark, 1938. Girella feliciana ingår i släktet Girella och familjen Kyphosidae. Inga underarter finns listade i Catalogue of Life.